# Rosemary Lowe-McConnell
Rosemary Helen Lowe-McConnell (née Rosemary Helen Lowe) (24 juin 1921 - 22 décembre 2014)  est une ichtyologiste, écologiste et limnologue britannique connue pour ses recherches sur le tilapia et l'Aquaculture. Travaillant dans les eaux tropicales d'Afrique et d'Amérique du Sud, Lowe-McConnell est une pionnière dans l'étude de l'écologie des poissons tropicaux et l'un des premiers à adopter l'utilisation de la plongée sous-marine pour la recherche scientifique.

## Biographie
Rosemary Helen Lowe fait ses études à la Howell's School de Denbigh, au Pays de Galles, avant d'obtenir un BS, un M.Sc. et un D.Sc. de l'Université de Liverpool. Elle va ensuite à la Freshwater Biological Association, Far Sawrey, travaillant sur divers projets visant à produire des aliments de guerre à partir d'eaux douces.
Après la Seconde Guerre mondiale, en 1945, Lowe-McConnell mène une enquête sur les pêcheries de tilapia dans la partie sud du Lac Malawi, poursuivant l'enquête précédente réalisée en 1939 par Ethelwynn Trewavas, Kate Ricardo Bertram et John Borley. Lowe-McConnell ne reçoit aucun soutien d'organismes de recherche halieutique pour cette enquête et s'appuie fortement sur les pêcheurs locaux pour l'aider dans ses recherches. À la suite de ces études, Lowe-McConnell produit un compte rendu précieux de la pêche au tilapia qui sert de base à une enquête ultérieure sur les cichlidés du Malawi. Au cours de l'enquête, Lowe-McConnell identifie cinq espèces de tilapiinés et étudie d'autres poissons économiquement viables, notamment Labeo mesops.
En 1948, Lowe-McConnell étudie comme agent de recherche au British Overseas Research Service sur les rives ougandaises du lac Victoria. Elle aide à fonder l'Organisation de recherche halieutique de l'Afrique de l'Est et en est brièvement la directrice par intérim. Ses recherches se concentrent à nouveau sur le tilapia en tant qu'espèce de pêche potentielle. Pendant ce temps, elle assiste de nombreux chercheurs, dont Hugh Cott dans ses études sur les crocodiles et Peter Humphry Greenwood dans ses recherches sur les cichlidés haplochromes. Les recherches de Lowe-McConnell au cours de cette période servent de base à des évaluations ultérieures de l'impact de la pêche et d'autres activités humaines sur les poissons de consommation.
Après avoir épousé le géologue Richard McConnell le 31 décembre 1953, elle démissionne du British Colonial Service en raison de l'interdiction de mariage de l'organisation,. Cette règle empêche l'emploi permanent d'une femme mariée dans la fonction publique britannique.
Peu de temps après leur mariage, les McConnell déménagent dans le protectorat du Bechuanaland, où leurs recherches conjointes se concentrent sur l'histoire naturelle du Botswana. Pendant ce temps, Lowe-McConnell est nommé ichtyologiste sur le RV Cape St Mary pour effectuer des travaux de terrain marins sur le plateau inexploré de la Guyane. Elle développe également sa collection de poissons de l'Okavango, désormais conservée au Musée d'histoire naturelle de Londres. En 1955, elle décrit quatre nouvelles espèces et sous-espèces de tilapias dans le lac Jipe et la rivière Pangani.
En 1957, Richard devient directeur du Geological Survey en Guyane britannique et Lowe-McConnell fournit un soutien à la recherche. Elle est également embauchée par le Département de l'agriculture et de la pêche de Guyane pour mener des enquêtes sur les poissons dans des zones non étudiées, ce qui fournit une base pour l'étude des communautés de poissons Rupununi diverses et écologiquement complexes. Son article de 1959 sur les différences entre les espèces de tilapia sert de base à la division par Ethelwynn Trewavas des genres de poissons tilapia.
Lorsque Richard prend sa retraite en 1962, les McConnell retournent en Angleterre, où Lowe-McConnell rejoint le Musée d'histoire naturelle de Londres en tant qu'associé. Au musée, Lowe-McConnell travaille en étroite collaboration avec Ethelwynn Trewavas sur leurs vastes collections et leurs recherches mondiales. En 1968, Lowe-McConnell est nommé ichtyologiste pour l'expédition Xavantina Cachimbo de la Royal Society / Royal Geographical Society dans le nord-est du Mato Grosso, au Brésil. Elle se rend au lac Gatun au Panama en 1979 pour aider Thomas Zaret à étudier l'impact d'une espèce de cichla introduite.
Lowe-McConnell est largement connue comme une cheffe de file dans son domaine et s'engage dans de nombreuses conférences, projets et publications internationaux. Son travail est demandé par des organisations mondiales, notamment l'Organisation des Nations unies pour l'alimentation et l'agriculture, le Programme des Nations Unies pour le développement et le Centre international de gestion des ressources aquatiques vivantes. Au cours des années 1980 jusqu'au début des années 2000, Lowe-McConnell travaille avec des projets de recherche et des organes de gouvernance des Grands Lacs, notamment l'Organisation des pêches du lac Victoria.
En 1997, Lowe-McConnell reçoit la Médaille linnéenne de la Linnean Society of London.
Lowe-McConnell reste active dans son domaine jusqu'à sa mort le 22 décembre 2014 au St. George's Park à Ditchling, en Angleterre.
Le brochet cichlidé, Crenicichla rosemariae SO Kullander, 1997 porte son nom.